# Kleiner Puppenräuber

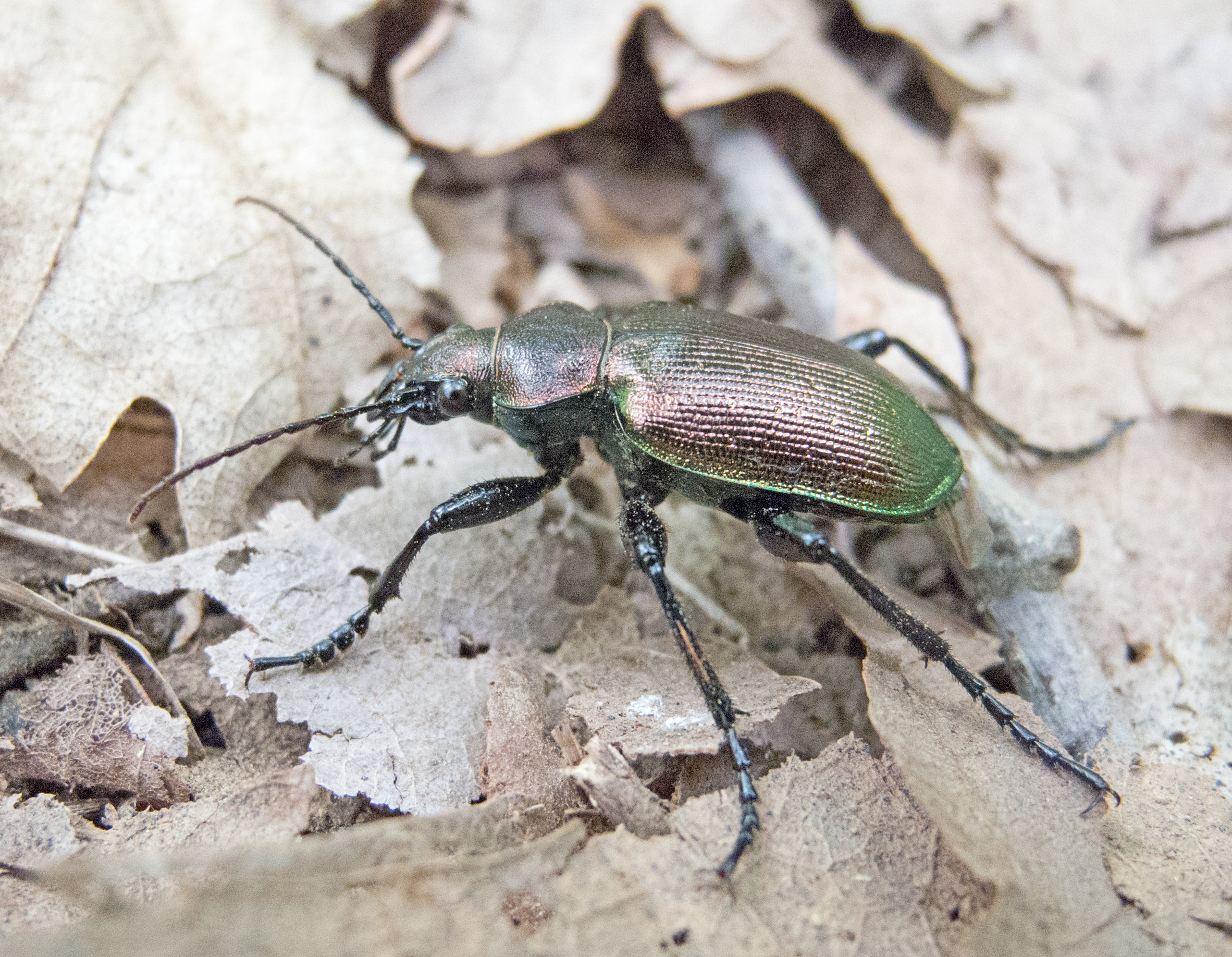
Kleiner Puppenräuber (Calosoma inquisitor), Seitenansicht

Der Kleine Puppenräuber (Calosoma inquisitor) ist ein Käfer aus der Familie der Laufkäfer (Carabidae).

## Merkmale
Die Käfer erreichen eine Körperlänge von 13 bis 22 Millimetern. Der Körper ist kupferfarben, manchmal ist er an den Seiten des Halsschildes und der Deckflügel auch grünlich gefärbt. Selten sind Exemplare schwarz und haben dann einen kupferartigen, grünen oder blauen Glanz am ganzen Körper. Die fein längsgerillten Deckflügel haben im vierten, achten und zwölften Zwischenraum feine grüne Punkte, die man aber nur bei Vergrößerung erkennen kann.

### Unterarten
- Calosoma inquisitor cupreum[1]
- Calosoma inquisitor inquisitor[1]

## Vorkommen
Die Tiere kommen in Nordafrika, Europa, nördlich bis in den Süden Skandinaviens und in Asien vor. Sie wurden in Nordamerika zur biologischen Schädlingsbekämpfung eingeführt. Sie leben vor allem in Laubwäldern, vom Flachland bis ins Gebirge, kommen aber auch in Gebüschen und Gärten vor. Sie sind selten, stellenweise in manchen Jahren aber häufig anzufinden.

## Lebensweise
Die Imagines ernähren sich räuberisch von verschiedensten Insekten und deren Larven, insbesondere von Schmetterlingsraupen. Sie können gut fliegen und sind nicht nur am Boden, sondern auch in Gebüschen und auf Bäumen zu finden. Bei Gefahr lässt sich der Käfer fallen und droht, indem er den Vorderkörper aufrichtet und die Mandibeln spreizt. Die Weibchen legen etwa 50 Eier ab. Die daraus schlüpfenden Larven ernähren sich ebenfalls räuberisch und entwickeln sich sehr schnell. Sie verpuppen sich im Boden. Die Käfer  schlüpfen bereits im Juni, verweilen aber noch in einer Diapause bis zum nächsten Frühjahr im Boden.